# Tour de Korea
Tour de Korea – wieloetapowy wyścig kolarski rozgrywany w Korei Południowej. Jest on częścią UCI Asia Tour i posiada kategorię 2.1. Pierwsza edycja Tour de Korea miała miejsce w 2000 roku. Wyścig odbywa się co roku. Najwięcej zwycięstw posiada Koreańczyk Park Sung-baek.

## Zwycięzcy
| Rok  | Pierwsze          | Drugie              | Trzecie                |
| ---- | ----------------- | ------------------- | ---------------------- |
| 2000 | Mikhail Teteriouk | Valery Titov        | Chun Dae-hong          |
| 2001 | Chun Dae-hong     | Tomoya Kanō         | Akira Kakinuma         |
| 2002 | Tang Xuezhong     | Siergiej Trietjakow | Abbas Saeidi Tanha     |
| 2003 | Glen Chadwick     | Michael Carter      | Brett Aitken           |
| 2004 | Cory Lange        | Shinri Suzuki       | Karl Menzies           |
| 2005 | David McCann      | Stuart Shaw         | Eddy Hollands          |
| 2006 | Tobias Erler      | Oh Se-yong          | Ruslan Karimov         |
| 2007 | Park Sung-baek    | Shinichi Fukushima  | Hannes Blank           |
| 2008 | Siergiej Łagutin  | Erik Hoffmann       | Christoph Meschenmoser |
| 2009 | Roger Beuchat     | Jai Crawford        | Timothy Roe            |
| 2010 | Mike Friedman     | Jesse Anthony       | Taiji Nishitani        |
| 2011 | Choi Ki Ho        | Markus Eibegger     | William Dugan          |
| 2012 | Park Sung-baek    | Alex Candelario     | Maximiliano Richeze    |
| 2013 | Michael Cuming    | Cheung King Lok     | Constantino Zaballa    |
| 2014 | Hugh Carthy       | Choe Hyeong-min     | Jack Haig              |
| 2015 | Caleb Ewan        | Patrick Bevin       | Adam Blythe            |
| 2016 | Grega Bole        | Javier Mejías       | Gong Hyo-suk           |
| 2017 | Min Kyeong-ho     | Edwin Ávila         | Jewgienij Gidicz       |
| 2018 | Serghei Țvetcov   | Stepan Astafyev     | Matteo Busato          |
| 2019 | Filippo Zaccanti  | Benjamin Perry      | Raymond Kreder         |